# Fondo indicizzato
Un fondo indicizzato o fondo indice è un fondo d'investimento, in particolare un fondo comune o un fondo scambiato in borsa (ETF), progettato per replicare la prestazione ("tracciare") di uno specifico paniere di investimenti sottostanti. I fornitori di indici, che spesso sottolineano di essere organizzazioni a scopo di lucro, hanno la capacità di agire come "regolatori riluttanti" nel determinare quali società sono adatte per un indice.  Tali regole possono includere il monitoraggio di indici importanti come l'S&P 500 o il Dow Jones Industrial Average o regole di implementazione, come la gestione fiscale, la minimizzazione dell'errore di tracciamento, il trading in blocchi di grandi dimensioni o strategie di trading pazienti/flessibili che comportano un maggiore errore di tracciamento ma minor costo di impatto sul mercato. I fondi indicizzati possono anche avere regole che filtrano per criteri sociali e sostenibili.
Le regole che caratterizzano un certo fondo indicizzato identificano chiaramente il tipo di società adatte a quel fondo. I fondi indicizzati azionari possono raggruppare azioni accomunate da caratteristiche come dimensioni, valore, redditività o posizione geografica delle società. Un gruppo di azioni può includere società degli Stati Uniti, dei paesi sviluppati eccetto USA, dei mercati emergenti o ancora le nazioni nei mercati di frontiera. All'interno della selezione di tipo geografico, i fondi indicizzati possono ulteriormente filtrare le aziende a seconda della loro capitalizzazione, del loro valore o del loro margine di crescita o anche della loro redditività lorda. Inoltre, i fondi possono seguire indici che tracciano l'immobiliare, materie prime o titoli a reddito fisso. Le società vengono acquistate e detenute all'interno del fondo indicizzato fintantoché soddisfano le regole o i parametri specifici dell'indice e vengono vendute quando escono da tali regole o parametri. Alcuni fornitori di indici annunciano i cambiamenti delle società nel loro indice prima della data di modifica, mentre altri fornitori di indici non fanno tali annunci.
Il vantaggio principale dei fondi indicizzati per gli investitori è la gestione passiva dovuta al fatto che gli emittenti dei fondi non devono compiere analisi di mercato ma limitarsi a seguire un indice. Inoltre la controparte dei fondi a gestione attiva si basano sull'acquisto e la vendita di titoli a seguito di studi finanziari da parte di investitori professionisti che, tuttavia, statisticamente riescono raramente a sovraperformare gli indici più popolari come l'S&P 500. Alcuni giuristi hanno precedentemente suggerito una teoria della massimizzazione del valore e dei costi di agenzia per comprendere la gestione dei fondi indicizzati.
Per via della facilità di gestione e di conseguenza dei costi ridotti, dal 2007 i fondi indicizzati hanno conosciuto una crescente tendenza favorevole. Nel periodo che va dal 2007 al 2014, fondi comuni azionari statunitensi hanno ricevuto nuova liquidità netta pari a 1 bilione di dollari, compresi i dividendi reinvestiti, mentre nello stesso periodo i fondi comuni di azioni a gestione attiva subirono una perdita netta di 659 miliardi, compresi i dividendi reinvestiti.